# Elverhøj (film 1910 Helsengreen)
Elverhøj è un cortometraggio muto del 1910 diretto da Gunnar Helsengreen. La sceneggiatura si basa su un lavoro teatrale di Johan Ludvig Heiberg.

## Produzione
Il film fu prodotto dalla Fotorama.

## Distribuzione
In Danimarca, il film - un cortometraggio in una bobina - uscì nelle sale il 13 giugno 1910 o il 10 ottobre 1910 distribuito dalla Fotorama. Il 29 gennaio 1970, è stato trasmesso per la prima volta dalla televisione danese.